# Rafael Ladrón de Guevara
Rafael Ladrón de Guevara Ortiz de Urbina (* 3. Oktober 1952 in Vitoria-Gasteiz) ist ein ehemaliger spanischer Radrennfahrer.

## Sportliche Laufbahn
Ladrón de Guevara war Straßenradsportler. Er war Teilnehmer der Olympischen Sommerspiele 1976 in Montreal. Im olympischen Straßenrennen kam er auf den 32. Platz. Bei den Mittelmeerspielen 1975 gewann er die Silbermedaille im Mannschaftszeitfahren, bei den Straßenradsport-Weltmeisterschaften 1975 kam er auf den 25. Rang bei den Amateuren. In der Tour de l’Avenir 1974 belegte er den 11. Platz.
1977 wurde er Berufsfahrer im Radsportteam Kas und bis 1983 als Radprofi aktiv. 1977 siegte er im Eintagesrennen Gran Premio Cuprosan und im Etappenrennen Vuelta a La Rioja mit einem Etappensieg. 1979 gewann er eine Etappe in der Vuelta a Cantabria, 1980 in der Vuelta a Andalucia. Er bestritt alle Grand Tours.

## Grand Tours
| Grand Tour            | 1977 | 1978 | 1979 | 1980 | 1981 |
| --------------------- | ---- | ---- | ---- | ---- | ---- |
| Vuelta a EspañaVuelta | 18   | –    | 34   | 80   | DNF  |
| Giro d’ItaliaGiro     | –    | –    | –    | 41   | –    |
| Tour de FranceTour    | –    | –    | DNF  | –    | DNF  |